# 포츈절
| 오르도비스기                 | 전기       | 트레마독절 | 이후         |
| 캄브리아기                   | 푸룽세     | 제10절     | 485.4 489.5- |
| 캄브리아기                   | 푸룽세     | 장산절     | 489.5 494.0- |
| 캄브리아기                   | 푸룽세     | 파이비절   | 494.0 497.0- |
| 캄브리아기                   | 먀오링세   | 구장절     | 497.0 500.5- |
| 캄브리아기                   | 먀오링세   | 드럼절     | 500.5 504.5- |
| 캄브리아기                   | 먀오링세   | 우류절     | 504.5 509.0- |
| 캄브리아기                   | 제2세      | 제4절      | 509.0 514.0- |
| 캄브리아기                   | 제2세      | 제3절      | 514.0 521.0- |
| 캄브리아기                   | 테르뇌브세 | 제2절      | 521.0 529.0- |
| 캄브리아기                   | 테르뇌브세 | 포츈절     | 529.0 541.0- |
| 에디아카라기                 |            |            | 이전         |
| IUGS의 캄브리아기 시대 구분. |            |            |              |

포츈절(Fortunian)은 현생누대 고생대 캄브리아기 테르뇌브세의 첫 절이다. 현생누대, 고생대, 캄브리아기의 시작부를 의미한다. 테르뇌브세 시리즈의 두 단계 중 첫 번째 단계이다. 그 기초는 5억 3,880만 년 전 미량화석(Treptichnus pedum)이 처음으로 나타난 것으로 정의된다. 캄브리아기 2단계의 기초가 되는 포츈절 상부는 아직 공식적으로 정의되지 않았지만 약 5억 2900만년 전 아르케오시아타종(작은 껍질 화석)의 출현에 해당할 것이다.